# Marie Vigoreaux
Marie Vigoreaux (1639 circa – Parigi, 6 maggio 1679) è stata una criminale e chiromante francese, nota per il suo coinvolgimento nell'affare dei veleni.

## Biografia
Moglie di un sarto per signore, Marie Vigoreaux lavorò come nutrice per diverse famiglie dell'alta società francese e poi come chiromante con discreto successo. In questa veste prese parte a diverse feste organizzate dell'aristocrazia francese e durante una di esse l'avvocato Maitre Perrin udì Marie Bosse affermare di essere un'avvelenatrice. Ciò portò all'arresto della Bosse e di Vigoreaux il 4 gennaio 1679. Le due donne furono le prime persone a essere arrestate per l'affare dei veleni e la loro testimonianza portò a galla l'intera cospirazione.
Sotto minaccia di ulteriori torture, le due confessarono di essere avvelenatrici e rivelarono il coinvolgimento di La Voisin e di Marguerite de Poulaillon, a cui Vigoreaux consigliò di rivolgersi alla Bosse dopo averle sentito esprimere il desiderio di diventare vedova. Inoltre, Adam Lesage affermò che Francesco Enrico di Montmorency-Luxembourg aveva commissionato a Vigoreaux e al marito l'omicidio della moglie e di un socio in affari. Fu accusata anche di aver lanciato un incantesimo sul marchese di Feuqieres, a sua richiesta, affinché diventasse invulnerabile in battaglia.
Il 4 maggio 1679 Marie Bosse e Marie Vigoreaux furono condannate alla tortura e al rogo, ma Vigoreaux patì soltanto la prima parte della pena: morì infatti durante una sessione di tortura in cui le vennero spezzate le ossa.